# Gudröd le Roi chasseur
Gudröd le Roi chasseur ou Gudröd le chasseur, (en vieux norrois : Guðrǫðr veiðikonung, en islandais : Guðröður veiðikonung, en norvégien : Gudrød Veidekonge) est un roi légendaire, fils de Hálfdan Eysteinsson de la dynastie d'Ynglingar, et de Liv Dagsdotter de Vestmar, d'après le Heimskringla.

## Légende
Selon les sagas des dynasties royales norvégiennes, Gudröd serait le roi de Borre, un site élitaire sur les rives du fjord d'Oslo sur lequel se trouve le cimetière de Borre. Gudröd se maria à Álfhild, fille d'Álfarin qui était roi d'Álfheim (Bohuslän), qui était le nom de la zone entre Glomma et Göta älv, et comprenant la moitié de la province du Vingulmark. Ils eurent pour fils Óláf l'Elfe de Geirstad.
Quand Álfhild décéda, Gudröd envoya ses guerriers au royaume d'Agder pour proposer à son roi, Harald, un mariage avec sa fille Ása (ou Åsa). Cependant, Harald déclina cette offre, et Gudröd résolut d'enlever la princesse.
Lui et ses soldats arrivèrent de nuit, et quand Harald réalisa qu'il était attaqué, il rassembla ses hommes et mena longuement bataille, mais fut vaincu, ainsi que son fils Gyrd. Gudröd enleva Ása et l'épousa. Il eut d'elle un fils, Hálfdan le Noir. À l'automne où Hálfdan eut un an, Gudröd tenait un banquet à Stiflesund. Il buvait beaucoup, et le soir, un assassin le mit à mort avec une lance. Le meurtrier fut aussitôt tué par les hommes de Gudröd, il s'avéra que c'était l'amant d'Åsa.
La tradition orale fait de la reine Åsa une reine très influente enterrée sous la « colline d'Åsa », au lieu dit d'Oseberg. La découverte de l'importante tombe-bateau d'Oseberg laisse penser aux archéologues du début du XXe siècle, notamment Anton Wilhelm Brøgger (en), qu'il s'agit bien de sa tombe. Cette théorie est maintenant généralement rejetée.

### Sources
- (en) Cet article est partiellement ou en totalité issu de l’article de Wikipédia en anglais intitulé « Gudrød the Hunter » (voir la liste des auteurs).
- (no) Claus Krag, « Gudrød Veidekonge », Norsk biografisk leksikon, consulté le 19 janvier 2014.